# I.De.A Institute
I.De.A. Institute srl (acronimo di Institute of Development in Automotive Engineering, ovvero in italiano istituto per lo sviluppo nella progettazione di automobili) era un'azienda italiana specializzata nel disegno industriale e nella progettazione di automobili e motocicli oltre che di elementi d'architettura e di elettronica.

## Storia

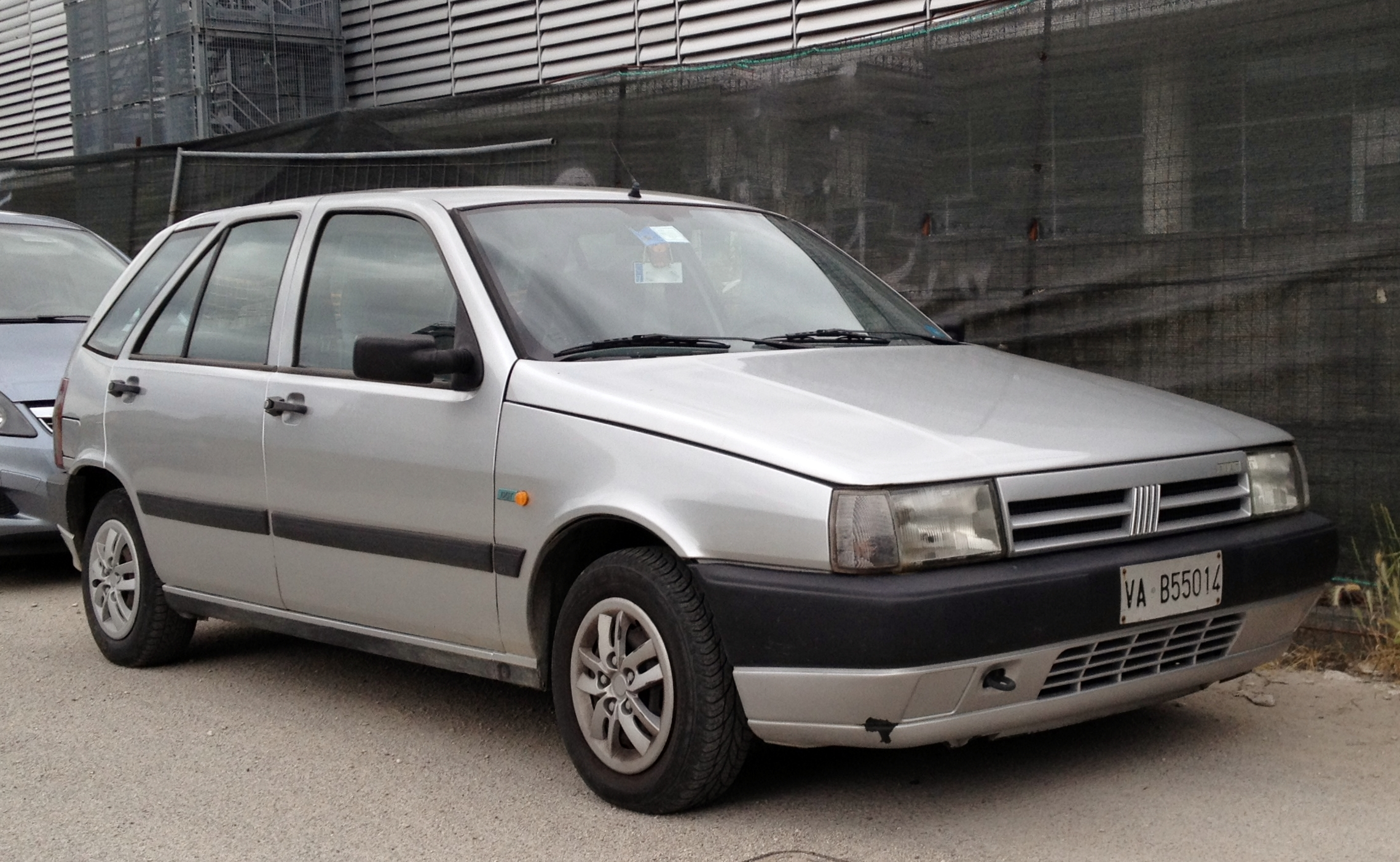
Fiat Tipo, una delle opere più famose dello istituto di design italiano

I.De.A Institute venne fondata a Torino nel 1978 da Franco Mantegazza, con sede in una villa settecentesca sulla collina di Moncalieri e l'apporto di grandi nomi della progettazione, come Renzo Piano, Rudolf Hruska o Ettore Cordiano, già direttore tecnico FIAT. 
Proprio nel 1978, l'amministratore delegato di Fiat chiese a Renzo Piano e Peter Rice di sviluppare un progetto innovativo creando una vettura sperimentale che rinnovasse gli standard produttivi, usando nuovi materiali e tecniche di assemblaggio più avanzate, con l'obiettivo di ridurre il peso del veicolo di almeno il 20%. Nacque così la Fiat VSS (Vettura Sperimentale a Sottosistemi ) che introdusse il concetto di "Space Frame".
Negli anni si sono susseguiti designer quali Ercole Spada, Walter De Silva e Justyn Aleksander Norek, che collaborano allo sviluppo di molti dei modelli.
Il primo in assoluto, forti dell'esperienza acquisita con la Fiat VSS fu nel 1988 la Fiat Tipo, premiata Auto dell'anno 1989 grazie a quella innovazione tecnica.
Nel 2008 viene presentata la I.DE.A. ERA, che debutta ufficialmente al Congresso Automotive News Europe di Torino (19-20 maggio 2008). Secondo lo studio italiano, "ERA riflette la vera essenza dello stile automobilistico classico italiano, riportando il design alle sue origini, al disegno istintivo delle forme per amore della bellezza". un'automobile sportiva e biposto, costruita su un telaio monoscocca d'acciaio rivestito di carbonio. Nel 2010 arriva la I.DE.A. Sofia, una Concept car presentata come un esempio di innovazione e creatività Italiana.
Nel 2012 I.DE.A Institute è stata acquistata dalla società MPS Automotive, anch'essa in difficoltà, per un rilancio delle attività complessive nella nuova azienda così creata. Nel 2014 torna ad essere un'azienda indipendente, separandosi da ModelMaster e cambiando ragione societaria, da Idea Institute Spa a Idea Institute SRL. 
A marzo del 2018 ritornò dopo quasi 10 anni al Salone dell'automobile di Ginevra, dove presentò l'unico esemplare di Lvchi Venere, una concept elettrica con scocca in carbonio e 4 motori elettrici da più di 1000 Cv, di cui veniva dichiarata un'accelerazione da 0-100 Km/h in meno di 3 secondi e una velocità di 286 Km/h con un'autonomia di oltre 600 Km.
Nel gennaio del 2019 il tribunale di Torino ha dichiarato ufficialmente il fallimento dell'azienda.

## Modelli disegnati e progettati
Numerose sono state le automobili progettate dall'I.De.A. tra le quali:
- 1978 Fiat VSS[2]
- 1985 Alfa Romeo Pontiac Coupé Concept
- 1987 Ferrari 408 4RM
- 1987 Ferrari PPG Indy Pace Car Concept
- 1988 Fiat Tipo
- 1989 Lancia Dedra
- 1990 Fiat Tempra
- 1992 Alfa Romeo 155
- 1992 Fiat Ulisse Concept
- 1992 IDEA Grigua and Grigua Off-Road Concepts
- 1993 Alfa Romeo 145 Concept
- 1993 Lancia Lybra Concept
- 1993 Lancia Delta (836)
- 1993 Fiat Marea Berlina Concept
- 1993 Mercedes Benz Vision A93
- 1993 Toyota AXV V Concept
- 1993 Nissan Terrano II/Ford Maverick
- 1994 IDEA Gritta concept
- 1994 IDEA Modular Concept
- 1994 Lancia K
- 1994 Fiat Lampo Concept
- 1995 Daihatsu Move
- 1995 Daewoo Dacc-II
- 1995 Daewoo No 2
- 1996 Fiat Palio
- 1996 Fiat Vuscià Concept
- 1996 Alfa Romeo Nuvola Concept (Collaborazione centro stile Alfa Romeo)
- 1997 Fiat Palio Weekend
- 1997 Daewoo Nubira SW
- 1997 Daewoo Nubira Hatchback
- 1998 Tata Indica
- 2000 Kia Rio
- 1999 Kia Rio Wagon
- 1999 IDEA One Concep
- 2000 Lancia Neo Concept
- 2001 Subaru WX-01 Concept
- 2001 IDEA KAZ-Concept
- 2001 Tata Aria Concept
- 2002 Tata Indiva Concept
- 2002 Fiat Idea Concept
- 2002 Tata Indigo
- 2002 Tata Indigo SW
- 2003 Fiat Marrakech Concept
- 2003 IDEA Jiexun concept
- 2004 Fiat Trepiùno Concept
- 2004 Changan CM8
- 2005 Tata Crossover Concept
- 2005 IDEA Gobi Concept
- 2005 IDEA Emerald Concept
- 2006 Tata Cliffrider Concept
- 2006 Buick LaCrosse Concept
- 2008 Changan CV 6
- 2008 IDEA Era Concept
- 2009 Tata Nano Europa Concept
- 2010 IDEA Sofia Concept
- 2011 Tata Manza
- 2011 SsangYong XIV-1 Concept
- 2012 SsangYong XIV-2 Concepts for SsangYong Tivoli
- 2015 Futur-e Concept
- 2016 E-Legante Concept
- 2016 E-Voluzione Concept
- 2018 Lvchi Venere Concept[3]